# 落居村
落居村（おちいむら）は山梨県西八代郡にあった村。現在の市川三郷町南西部、身延線落居駅周辺にあたる。

## 歴史
- 1889年（明治22年）7月1日 - 町村制の施行により、河頭村、落居村の区域をもって発足。
- 1951年（昭和26年）4月1日 - 岩間村・楠甫村・宮原村・葛籠沢村・鴨狩津向村と合併して六郷村が発足。同日落居村廃止。
- 1954年（昭和29年）4月1日 - 六郷村が町制施行して六郷町となる。
- 2005年（平成17年）10月1日 - 六郷町が市川大門町・三珠町と合併して市川三郷町が発足。

## 交通

### 鉄道路線
- 日本国有鉄道
  - 身延線
    - 落居駅